# Elecciones generales del Reino Unido de 1906
Las elecciones generales del Reino Unido de 1906 se realizaron el desde el 12 de enero al 8 de febrero de 1906. Los liberales, encabezados por Henry Campbell-Bannerman. Consiguieron la mayoría absoluta de los escaños.

## Resultados
| Partido                                           | Votos     | Escaños | +/−   | %    |
| ------------------------------------------------- | --------- | ------- | ----- | ---- |
| Partido Liberal                                   | 2 565 644 | 397     | + 214 | 48,9 |
| Partido Conservador y Liberal Unionista           | 2 278 076 | 156     | - 246 | 43,4 |
| Partido Laborista                                 | 254 202   | 29      | + 27  | 4,8  |
| Conservadores independientes                      | 42 155    | 3       | + 3   | 0,8  |
| Partido Parlamentario Irlandés                    | 33 231    | 82      |       | 0,6  |
| Laboristas independientes                         | 18 886    | 1       | + 1   | 0,4  |
| Federación Socialdemócrata                        | 18 446    | 0       |       | 0.4  |
| Comité de Representación de los Obreros Escoceses | 14 877    | 0       |       | 0,3  |
| Libre Comercio                                    | 8 974     | 0       |       | 0,2  |
| Independiente Liberal-Laborista                   | 4 841     | 1       | + 1   | 0,1  |
| Independentes                                     | 3 806     | 0       |       | 0,1  |
| Independentes Nacionalistas                       | 1 800     | 1       | + 1   | 0,0  |
| Independentes Liberales                           | 1 581     | 0       | - 1   | 0,0  |